# هه‌لونگ
هه‌لونگ (به چینی: 和龙市) یا هواریونگ (به کره‌ای: 화룡시) یک شهر (در سطح شهرستان) در چین است که در ولایت خودمختار یانبیان کره‌ای، استان جی‌لین واقع شده‌است. 
نام «هه‌لونگ» یا معادل کره‌ای آن‌ «هواریونگ»، از دو بخش «هه / هوا» (和) به معنای آرام و در توازن، و «لونگ / ریونگ» (龙) به معنای اژدها تشکیل شده است، به معنای لغوی «اژدهای در صلح».
بر اساس گزارش‌ها، در ژانویه ۲۰۲۴، چند هزار کارگر مهاجر اهل کره شمالی در این شهر، در پی پرداخت نشدن دستمزدهایشان، به اعتصابات و اعتراضات سه‌روزه‌ای دست زدند.

## تقسیمات اداری
شهر هه‌لونگ به ۳ ناحیه و ۸ شهرک تابعه تقسیم شده است.
| نام                              | حروف چینی | پین‌یین           | زبان کره‌ای (معیار چینی) | مک‌کیون–ریشاور لاتین‌نویسی اصلاح‌شده | زبان کره‌ای (معیار سئولی) | مک‌کیون–ریشاور لاتین‌نویسی اصلاح‌شده |
| -------------------------------- | --------- | ---------------- | ----------------------- | --------------------------------- | ------------------------ | --------------------------------- |
| ناحیه گوانگ‌مینگ / گوانگ‌میونگ     | 光明街道  | Guāngmíng jiēdào | 광명가도                | Kwangmyŏng-kado Gwangmyeong-gado  | 광민가도                 | Kwangmin-kado Gwangmin-gado       |
| ناحیه مین‌هویی / مین‌هیه           | 民惠街道  | Mínhuì jiēdào    | 민혜가도                | Minhye-kado Minhye-gado           | 민후가도                 | Minhu-kado Minhu-gado             |
| ناحیه ون‌هوا / مون‌هوا             | 文化街道  | Wénhuà jiēdào    | 문화가도                | Munhwa-kado Munhwa-gado           | 원화가도                 | Wŏnhwa-kado Wonhwa-gado           |
| شهرک باجیازی / پالگاجا           | 八家子镇  | Bājiāzǐ zhèn     | 팔가자진                | P'algaja-chin Palgaja-jin         | 바쟈쯔진                 | Pajyatchŭ-chin Bajyajjeu-jin      |
| شهرک تووداو / دودو               | 头道镇    | Tóudào zhèn      | 두도진                  | Tudo-chin Dudo-jin                | 터우다오진               | T'ŏudao-chin Teoudao-jin          |
| شهرک چونگ‌شان / سونگ‌سون           | 崇善镇    | Chóngshàn zhèn   | 숭선진                  | Sungsŏn-chin Sungseon-jin         | 충산진                   | Ch'ungsan-chin Chungsan-jin       |
| شهرک دونگ‌چنگ / دونگ‌سونگ (شرق‌شهر) | 东城镇    | Dōngchéng zhèn   | 동성진                  | Tongsŏng-chin Dongseong-jin       | 둥청진                   | Tungch'ŏng-chin Dungcheong-jin    |
| شهرک شی‌چنگ / سوسونگ (غرب‌شهر)     | 西城镇    | Xīchéng zhèn     | 서성진                  | Sŏsŏng-chin Seoseong-jin          | 시청진                   | Shich'ŏng-chin Sicheong-jin       |
| شهرک فودونگ / بوک‌دونگ            | 福洞镇    | Fúdòng zhèn      | 복동진                  | Poktong-chin Bokdong-jin          | 푸둥진                   | P'udung-chin Pudung-jin           |
| شهرک لونگ‌چنگ / ریونگ‌سونگ         | 龙城镇    | Lóngchéng zhèn   | 룡성진                  | Ryongsŏng-chin Ryongseong-jin     | 룽청진                   | Rungch'ŏng-chin Rungcheong-jin    |
| شهرک نان‌پینگ / نام‌پیونگ          | 南坪镇    | Xīchéng zhèn     | 남평진                  | Namp'yŏng-chin Nampyeong-jin      | 난핑진                   | Nanp'ing-chin Nanping-jin         |